# 小行星6416
小行星6416（英語：6416 Nyukasayama）是一颗围绕太阳公转的小行星。1993年11月14日，平沢正規、鈴木正平在Nyukasa发现了此天体。
这颗小行星的绝对星等为141.59600等。